# Барроу (кратер)
Барроу (лат. Barrow) — кратер на Місяці, в північній приполярній частині видимого боку. Діаметр — 94 км. Належить до незвичних кратерів із рівним, але світлим дном; також примітний цікавою грою світла й тіней під час сходу Сонця. Названий на честь англійського математика, фізика і богослова 17 століття, вчителя Ньютона, Ісаака Барроу. Цю назву запропонував у 19 столітті Йоганн Генріх фон Медлер, а 1935 року затвердив Міжнародний астрономічний союз. Раніше цей кратер мав іншу назву: 1645 року Міхаель ван Лангрен дав йому ім'я Amalfi.

## Опис кратера
Найближчі до Барроу найменовані кратери (не рахуючи сателітних) — Гольдшмідт, що примикає до нього на північному заході, Метон на північному сході та Бонд У. на південному заході. Координати центру кратера — 71°17′ пн. ш. 7°35′ сх. д. / 71.28° пн. ш. 7.59° сх. д..
Барроу — древній кратер: він утворився в донектарському (можливо, в нектарському) періоді. З тих часів його досить сильно зруйнували удари космічних тіл. Його вал нерівний і подекуди перекритий меншими кратерами: на південному заході його перекриває 27-кілометровий кратер Барроу А, а на південному сході — 17-кілометровий нечіткий кратер Барроу B, що зливається з Барроу. Вал найвищий на заході та північному заході, де в окремих місцях сягає 3,4 км над рівнем дна; на інших ділянках його висота здебільшого складає 1,4–1,8 км. Центральної гірки нема. Дно поцятковане численними дрібними кратерами та перетяте слабкими променями кратера Анаксагор.
Барроу — один із найцікавіших об'єктів для спостереження на ранковому термінаторі. Його вал на сході має кількакілометровий розрив, крізь який Барроу сполучається з сусіднім кратером Метон F. На сході Сонця крізь цей розрив проходять промені, що створюють на дні Барроу довгу вузьку яскраву смужку.
Барроу належить до своєрідного типу кратерів, особливо розповсюджених саме в цьому регіоні, на північ від Моря Холоду. Їх дно рівне, як і в кратерів, залитих морською лавою, але, на відміну від них, не є темним. Походження подібних світлих рівнин лишається неясним. Можливо, вони залиті лавою іншого складу або були вкриті викидами кратерів — зокрема, басейну Моря Дощів. Вік поверхні дна Барроу оцінюють (за концентрацією дрібних кратерів) у 3,9–3,8 млрд років, а вік інших подібних рівнин лежить у межах 4,0–3,65 млрд років.

## Сателітні кратери
Ці кратери, розташовані в околицях Барроу, названо його ім'ям з доданням великої латинської літери.
| Барроу | Координати                                                | Діаметр, км |
| ------ | --------------------------------------------------------- | ----------- |
| A      | 70°34′ пн. ш. 3°52′ сх. д. / 70.56° пн. ш. 3.86° сх. д.   | 27,4        |
| B      | 70°10′ пн. ш. 10°32′ сх. д. / 70.16° пн. ш. 10.53° сх. д. | 16,8        |
| C      | 73°01′ пн. ш. 11°07′ сх. д. / 73.02° пн. ш. 11.12° сх. д. | 28,0        |
| E      | 69°00′ пн. ш. 3°20′ сх. д. / 69.00° пн. ш. 3.33° сх. д.   | 17,9        |
| F      | 69°10′ пн. ш. 1°49′ сх. д. / 69.16° пн. ш. 1.81° сх. д.   | 18,6        |
| G      | 70°10′ пн. ш. 0°16′ сх. д. / 70.17° пн. ш. 0.26° сх. д.   | 29,4        |
| H      | 69°17′ пн. ш. 6°00′ сх. д. / 69.28° пн. ш. 6.00° сх. д.   | 4,9         |
| K      | 69°17′ пн. ш. 11°44′ сх. д. / 69.29° пн. ш. 11.74° сх. д. | 45,5        |
| M      | 67°37′ пн. ш. 9°08′ сх. д. / 67.61° пн. ш. 9.14° сх. д.   | 5,9         |